# Koyuncular, Bozdoğan
Koyuncular là một xã thuộc huyện Bozdoğan, tỉnh Aydın, Thổ Nhĩ Kỳ. Dân số thời điểm năm 2010 là 813 người.